# 六賊
六賊為北宋宋徽宗寵信的六個奸臣，分別是：蔡京、王黼、童貫、朱勔、李彥、梁師成。

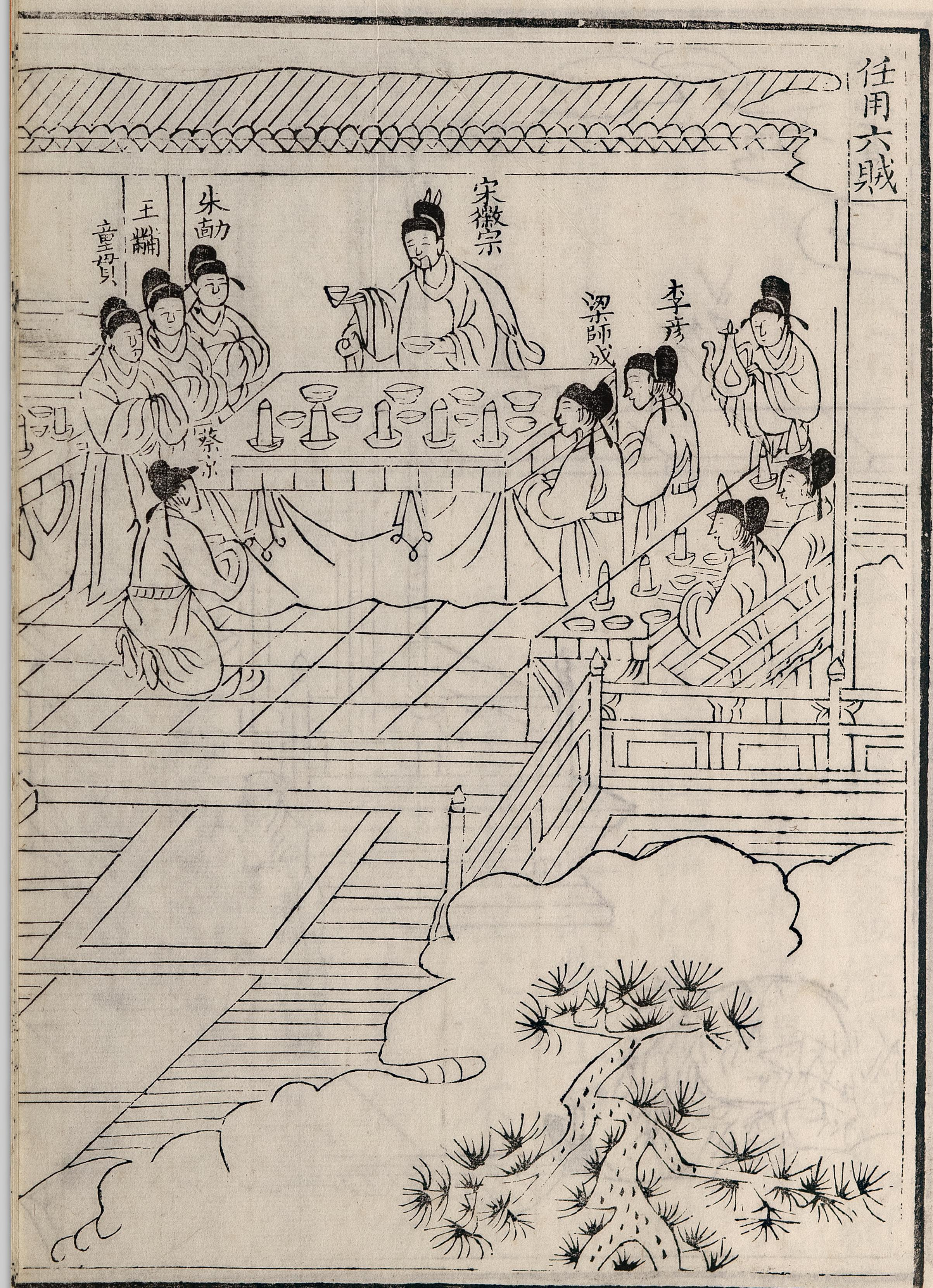
《帝鑑圖說》宋徽宗任用六賊

“六賊”之名最早出於太學生陳東在宣和七年（1125年）的上書，陳東說：“今日之事，蔡京壞亂於前，梁師成陰謀於后，李彥結怨於西北，朱勔結怨於東南，王黼、童貫又結怨於遼、金，創開邊舋。宜誅六賊，傳首四方，以謝天下。”此六人互相勾結，排斥異己，民間稱“三千索，直秘閣；五百貫，擢通判”。六賊以書畫擺設、奇花異石奉承宋徽宗，其後方臘宋江發動起義，民怨沸騰。曾流传歌谣: “打破筒（童貫），泼了菜（蔡京） ，便是人间好世界。”
宣和七年（1125年），李彥遭賜自盡。宋欽宗靖康元年（1126年），其餘五人先後伏誅：王黼安置永州（今湖南永州市），途中秘密處決；蔡京貶於儋州（今海南儋州市），途中病故；梁師成貶為彰化軍節度副使，途中賜死；童貫貶於吉陽軍（今海南三亚市），途中賜死；朱勔貶於循州（今廣東龍川），不久斬殺。
六賊令北宋漸漸沒落，不久即發生靖康之變。